# André Frossard
André Frossard (Saint-Maurice-Colombier, 14 gennaio 1915 – Versailles, 2 febbraio 1995) è stato un giornalista e saggista francese, membro dell'Académie française.

## Biografia
Frossard era figlio di Louis-Oscar Frossard, uno dei fondatori del Partito Comunista Francese, del quale fu segretario generale a 31 anni. Cresciuto in una famiglia di atei, a 20 anni si convertì al cattolicesimo e fu battezzato l'8 luglio 1935 nella Chapelle des religieuses de l'Adoration.
André Frossard fu eletto all'Académie française nel 1987 e andò a occupare il seggio numero 2, rimasto vacante per la morte di René de Castries. Dopo di lui il seggio fu occupato da Héctor Bianciotti.

## La conversione
Frossard racconta come è avvenuta la sua conversione nel libro "Dio esiste, io l'ho incontrato". L'autore era ateo: cresciuto in una famiglia dove la madre era protestante, la nonna ebrea e il padre non era battezzato, non era mai stato sfiorato dal problema di Dio: per sua stessa ammissione non credeva a niente e se avesse creduto all'esistenza di una verità i preti sarebbero stati gli ultimi ai quali sarebbe andato a chiederla. Non provava infine alcuna curiosità per le cose di religione, che riteneva di un'altra epoca.
Nel testo narra come l'8 luglio 1935 si trovasse a Parigi, per accompagnare un amico che, in via d'Ulm, entrò in una chiesetta, mentre Frossard preferì attendere fuori. L'amico tardava e Frossard entrò a sua volta in chiesa; non trovò l'amico, ma si fermò davanti al Santissimo Sacramento.
L'autore racconta di aver sentito le parole "Vita spirituale" come sussurrate da una presenza invisibile, dalla sponda oscura in cui era ancora trattenuto vide l'evidenza di Dio, arrivando a ritenere come nell'universo ci sia un ordine, alla cui sommità c'è Dio.
Uscito dalla chiesa vide l'amico dicendogli: "Sono cattolico, apostolico, romano... Dio esiste ed è tutto vero". Si rivolse a un prete e si avvicinò definitivamente alla religione cattolica. In famiglia la madre e la sorella, a differenza del padre, si convertirono al Cattolicesimo.
Domenica 22 ottobre 1978, giorno d'inizio del pontificato di papa Giovanni Paolo II, iniziò anche la sua amicizia con Frossard, che ne divenne il confidente in lunghe ore di conversazione.
In un altro suo libro, Frossard scrive: "Al di là del mondo che ci circonda e di cui facciamo parte, esiste un'altra realtà, infinitamente più concreta di quella a cui generalmente facciamo credito, e questa realtà è quella definitiva, dinanzi alla quale non ci sono più domande".
Vittorio Messori, nel suo libro "Inchiesta sul cristianesimo", dedica una lunga intervista allo scrittore francese. In Ipotesi su Maria Messori fa anche un parallelismo tra la conversione improvvisa di Frossard e quella altrettanto improvvisa di Alphonse Marie Ratisbonne.

## Opere
- La Maison des otages (1946)
- Histoire paradoxale de la IVe République (1954)
- Le Sel de la terre (1956)
- Voyage au pays de Jésus (1958)
- Les Greniers du Vatican (1960)
- Votre humble serviteur, Vincent de Paul (1960), it.: Il vostro umile servitore Vincenzo de' Paoli
- Dieu existe, je l'ai rencontré (1969), it.: Dio esiste, io l'ho incontrato
- La France en général (1975)
- Il y a un autre monde (1976), it.: C'è un altro mondo
- Les trente-six preuves de l'existence du diable (1978), it.: Il diavolo forse. Con le 35 prove che il diavolo esiste
- L'art de croire (1979), it.: L'arte di credere (Credo in Dio Padre...)
- N'ayez pas peur, dialogo con Giovanni Paolo II (1982)
- La Baleine et le Ricin (1982)
- L'Évangile selon Ravenne (1984), it.: Il vangelo secondo Ravenna
- Le Chemin de croix, al Colosseo con Giovanni Paolo II (1986)
- N'oubliez pas l'amour, la Passion de Maximilien Kolbe (1987)
- Le Crime contre l'humanité (1988)
- Portrait de Jean-Paul II (1988)
- Le Cavalier du Quai Conti (1988)
- Dieu en questions (1990), it.: Dio. Le domande dell'uomo
- Le Monde de Jean-Paul II (1991)
- Les grands bergers (1992)
- Excusez-moi d'être français (1992)
- Défense du Pape (1993)
- L'Evangile inachevé (1995)